# 15 Mazurski Batalion Saperów
15 Mazurski Batalion Saperów (15 bsap) – oddział wojsk inżynieryjnych Sił Zbrojnych RP.

## Struktura organizacyjna
- dowództwo i sztab
- kompania dowodzenia
- kompania saperów
- kompania drogowo-mostowa
- kompania techniczna
- kompania logistyczna
- patrol rozminowania nr 12
- zespół zabezpieczenia medycznego

## Historia
Batalion sformowany został w lipcu 1995 r. na podstawie zarządzenia Szefa Sztabu Generalnego Wojska Polskiego Nr 83/ORG z dnia 24.06.1994 r., Szefa Sztabu Warszawskiego Okręgu Wojskowego Nr 021/ORG z dnia 18.08.1994 r. i na podstawie zarządzenia dowódcy 15 Dywizji Zmechanizowanej nr 033 z dnia 5.09.1994 r. Batalion w chwili utworzenia wchodził w skład 15 Warmińsko–Mazurskiej Dywizji Zmechanizowanej im. króla Władysława Jagiełły. W wyniku rozformowania 15 Dywizji Zmechanizowanej, batalion w 2000 r. przeszedł w podporządkowanie 1 Warszawskiej Dywizji Zmechanizowanej im. Tadeusza Kościuszki. Po rozformowaniu 1 Warszawskiej Dywizji Zmechanizowanej w dniu 22 marca 2011 r. 15 Mazurski Batalion Saperów wszedł w podporządkowanie 15 Giżyckiej Brygady Zmechanizowanej. Święto 15 Mazurskiego Batalionu Saperów ustanowione zostało w dniu 16 kwietnia.
Decyzją nr 10/MON z dnia 14 lipca 1995r batalion przejął tradycję następujących jednostek:
- 1 Batalion Saperów Wielkopolskich –1919;
- XV Batalion Saperów Wielkopolskich 1919-1929;
- 15 Batalion Saperów 15 Dywizji Piechoty 1939;
- 46 Batalion Saperów 1945-1989.
- 41 Ośrodek Materiałowo – Techniczny

Na podstawie Decyzji Nr Z – 211/ZOiU-P1 MON z 12 grudnia 2022 w sprawie zmian organizacyjnych w jednostkach Wojsk Lądowych w ramach wdrażania pakietu wzmocnienia Sił Zbrojnych RP, dowódca 16 Pomorskiej Dywizji Zmechanizowanej swoim rozkazem Nr Z – 273/2022 z 29 grudnia 2022  rozkazał w terminie do 31 grudnia 2024 przeformować 15 Mazurski batalion saperów  w 16 pułk saperów.

## Dowódcy
Źródło:
- mjr Daniel Król (1 lipca 1995 – wrzesień 1998)
- mjr Mirosław Korotkiewicz (wrzesień 1998 – 1 marca 2003)
- ppłk Marek Stokłosa (1 marca 2003 – 16 kwietnia 2004)
- mjr Ryszard Wiśniewski (16 kwietnia 2004 – 2006)
- ppłk Andrzej Łopata (2006 – 2007)
- ppłk Andrzej Oleksa (2008 – 2010)
- ppłk Maciej Dzienis (2011 – 27 września 2012)
- ppłk Robert Kamiński (27 września 2012 – 23 lutego 2018)
- cz. p.o. mjr Mariusz Łuszczyński (23 lutego 2018 – 13 kwietnia 2018)
- ppłk Maciej Przybielski (13 kwietnia 2018 – 20 lipca 2018)
- cz. p.o. mjr Radosław Bąk (20 lipca 2018 – 13 grudnia 2018)
- ppłk Radosław Bernaciak (13 grudnia 2018 – 30 czerwca 2021)
- ppłk dypl. SZ RP Radosław Bąk (1 lipca 2021 – obecnie)

## Symbole batalionu
Sztandar
15 sierpnia 1995 r. na polach Grunwaldu w Olsztynie batalion otrzymał sztandar ufundowany przez społeczeństwo Orzysza.
Proporczyk
Proporczyk ma wymiar 1,5 × 4,5 cm, zawiera w górnej części odcień czerwieni -barwę amarantową, symbolizującą nawiązanie do dziedziczonych tradycji saperskich, w dole barwa czarna wojska inżynieryjne. Umieszczona cyfra „15” – numer 15 Mazurskiego Batalionu Saperów.
Odznaka pamiątkowa
Odznaka ma kształt krzyża równoramiennego o wymiarach 42 × 42mm, w kolorze czarnym ze szkarłatną oblamówką, którego ramiona łączy zarys muru fortecznego z bastejami. W jego środku na szkarłatnym tle znajduje się orzeł jagielloński stojący na łopatce saperskiej i kilofie. Dwa miecze grunwaldzkie umieszczone na bocznych ramionach krzyża oznaczają przynależność do 15 DZ. Na górnym ramieniu wpisany jest numer oddziału, na lewym rok powstania 1 batalionu saperów Wielkopolskich 15 Dywizji Piechoty, na prawym rok sformowania 15 Mazurskiego batalionu saperów.
Oznaka rozpoznawcza
Tarcza o wymiarach 75 × 60mm posiadająca złotą obwódkę. Kolory – w górze pole amarantowe, w dole pole czarne. Kolory symbolizują wojska inżynieryjne i tradycje 15bsap. Wizerunek połowy orła jagiellońskiego ma kolor biały, a dwa miecze grunwaldzkie w kolorze srebrnym.